# جدعون بات
جدعون بات (بالعبرية: גדעון פת، من مواليد 22 فبراير 1933) سياسي إسرائيلي سابق خدم في عدة مناصب وزارية بين أواخر السبعينات وأوائل الثمانينات.

## روابط خارجية
- جدعون بات على الموقع الإلكتروني للكنيست